# Lethe scanda
Lethe scanda är en fjärilsart som beskrevs av Moore 1857. Lethe scanda ingår i släktet Lethe och familjen praktfjärilar. Inga underarter finns listade i Catalogue of Life.

## Bildgalleri

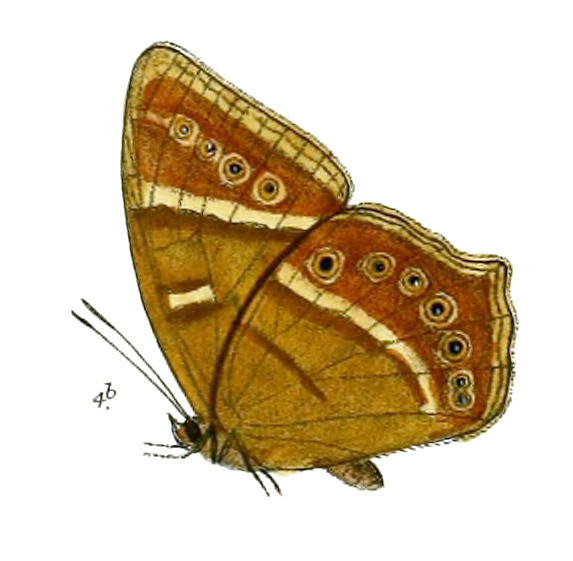